# 魏舒 (西晉)
魏舒（209年—290年），字陽元，任城樊縣人。三國時曹魏及西晉官員，官至司徒。

## 生平
魏舒父母早死，獲其外祖父家甯氏所養。魏舒既酗酒，為人亦遲鈍樸實，鄉親都不認為他會有甚麼作為，即使是當時有名的叔父魏衡都說：「魏舒若能當上管數百戶的長官，我就心足了」。而魏舒亦不修一般人的節操，更不作清高自持的事。但太原人王乂卻認為魏舒將會身居三公宰輔之位，頻頻接濟貧困的他。
魏舒四十多歲時獲任城郡上計掾察為孝廉，宗族朋友都認為他不修學業，勸他不要應命，這樣更可以有高士之名。但魏舒堅持要去，自此開始自修，一百天就讀完一經，最後在對策中通過考核，獲命任官。後先後任澠池縣長和淩儀縣令，及後更入朝任尚書郎。此時有政令要裁汰朝中郎官，能力不足以擔當的人就要遭罷免，魏舒竟說：「我就是這些人。」就是被裁出，更令一些無稱譽的同僚感到慚愧，魏舒此舉更獲當時議論者稱許。
魏舒後來又任後將軍鍾毓的長史。後又轉任相國司馬昭的參軍，封劇陽子。魏舒在處理府內庶務都沒有是非之事；而官吏升黜的大事，有時眾人都不能下決定，而魏舒卻可以作出出人意表的計劃。司馬昭都對他十分器重。後魏舒任宜陽和滎陽二郡太守，甚有聲譽，因而獲侍中任愷提拔為散騎常侍，後出任冀州刺史，在任三年族政寬大仁惠，甚有稱譽。後又轉任侍中。晉武帝司馬炎為了嘉獎他清正廉潔，特賜他一百匹絹布。後又遷任尚書。
西晋太康初年，魏舒轉拜尚書右僕射。魏舒曾與衛瓘、張華、山濤等人以晉已統一了全國而多次要求封禪，但司馬炎都謙讓不許。後魏舒轉任尚書左僕射，領吏部，及後更加右光祿大夫、儀同三司。太康四年（283年），司徒山濤逝世，魏舒加領司徒，不久即轉任司徒。及後魏舒多次以疾病要求辭職，都不獲允許，其間曾又署任兗州中正。太康七年（286年），魏舒以日蝕為由送還印綬，決意辭官。司馬炎於是讓他還第，位同三司。太熙元年（290年），魏舒逝世，享年八十二歲，謚號康。司馬炎知道他的死訊後十分哀傷，給予的賞賜亦很豐厚。

## 性格特徵
- 史載他身長八尺二寸，姿望秀偉。
- 魏舒除了愛飲酒，亦喜好騎馬和射箭；魏舒亦曾穿著山野人民常穿的皮製上衣走入山野和河溪之中，捕捉魚和獵物。
- 魏舒叔父魏衡雖然沒看到他的才能，更以為他連小小地方官也未必做到，但魏舒卻沒有怨恨他。魏舒亦從不揭人的短處。

## 逸事
- 魏舒寄居外祖父家時，請來一個看住宅的相士看住府風水，相士認為這住宅應當出尊貴的甥子。魏舒外祖母見魏姓的甥子年小而聰慧，認為正正應了相士所言。魏舒則說：「當為外氏成此宅相。」後來魏舒遷往別處居住。
- 魏舒有一次到野王，投宿點主人的妻子這天夜間分娩，魏舒後聽到有車馬之聲，又聽到了有人聲，有人問：「生了男，還是女？」另一人答：「男，請記下，他十五歲時就會死於兵器上。」又有問：「睡在這兒的是誰？」又答：「是魏公舒」十五年後，魏舒重到野王，問那住投宿點主人的兒子如何，那人說：「因為修整桑樹而被斧頭弄傷而死。」魏舒於是自知將來會成公侯。
- 魏舒任鍾毓的長史時，每當鍾毓參與射箭活動，魏舒都是為他記分而已。一次鍾毓朋友不足，由魏舒頂上湊齊人數，但鍾毓不知道魏舒正正擅長射箭；看見魏舒看似神態悠閒地射箭，每發必中，全部人都感到愕然，亦無人能與他匹敵。鍾毓於是對魏舒慨嘆：「我不能盡用你的才能，就例如我不知你射箭了得，而這又豈是我唯一忽略了你能力的事呢。」

## 評論
- 《晉書》史臣曰：魏舒、劉寔發慮精華，結綬登槐，覽止成務。
- 《晉書》贊：舒言不矜。
- 司馬昭：魏舒堂堂，人之領袖也。
- 司馬炎：司徒、劇陽子舒，體道弘粹，思量經遠，忠肅居正，在公盡規。入管銓衡，官人允敘，出贊袞職，敷弘五教。惠訓播流，德聲茂著，可謂朝之俊乂者也。

## 子孫

### 子女
- 魏混，魏舒獨子，官至太子舍人，比魏舒早死。
- 魏華存，魏舒之女，西晉女道士，被尊為上清派始祖，封號南嶽紫虛元君。

### 孫
- 魏融，魏舒庶孫，嗣爵。

## 延伸阅读
[在维基数据编辑]
 《晉書/卷041》，出自房玄齡《晉書》